# Luc Viudès
Luc Viudès (ur. 31 stycznia 1956) – francuski lekkoatleta, kulomiot.
W 1975 w Atenach został brązowym medalistą mistrzostw Europy juniorów. W Grenoble 1981 wywalczył tytuł halowego wicemistrza Europy. Na Igrzyskach Frankofońskich w 1989 w Casablance zdobył złoty medal. Do jego osiągnięć należy również brązowy medal igrzysk śródziemnomorskich (Ateny 1991). Wielokrotnie reprezentował Francję w zawodach pucharu Europy. Trzynastokrotnie był mistrzem kraju na otwartym stadionie (1979, 1981, 1982, 1984, 1985, 1986, 1987, 1988, 1989, 1990, 1991, 1992, 1993) i sześciokrotnie w hali (1981, 1984, 1988, 1990, 1992, 1993). 
Swój rekord życiowy (19,84 m) ustanowił 12 lipca 1986 w Joinville-le-Pont.